# Pfarrkirche Potzneusiedl

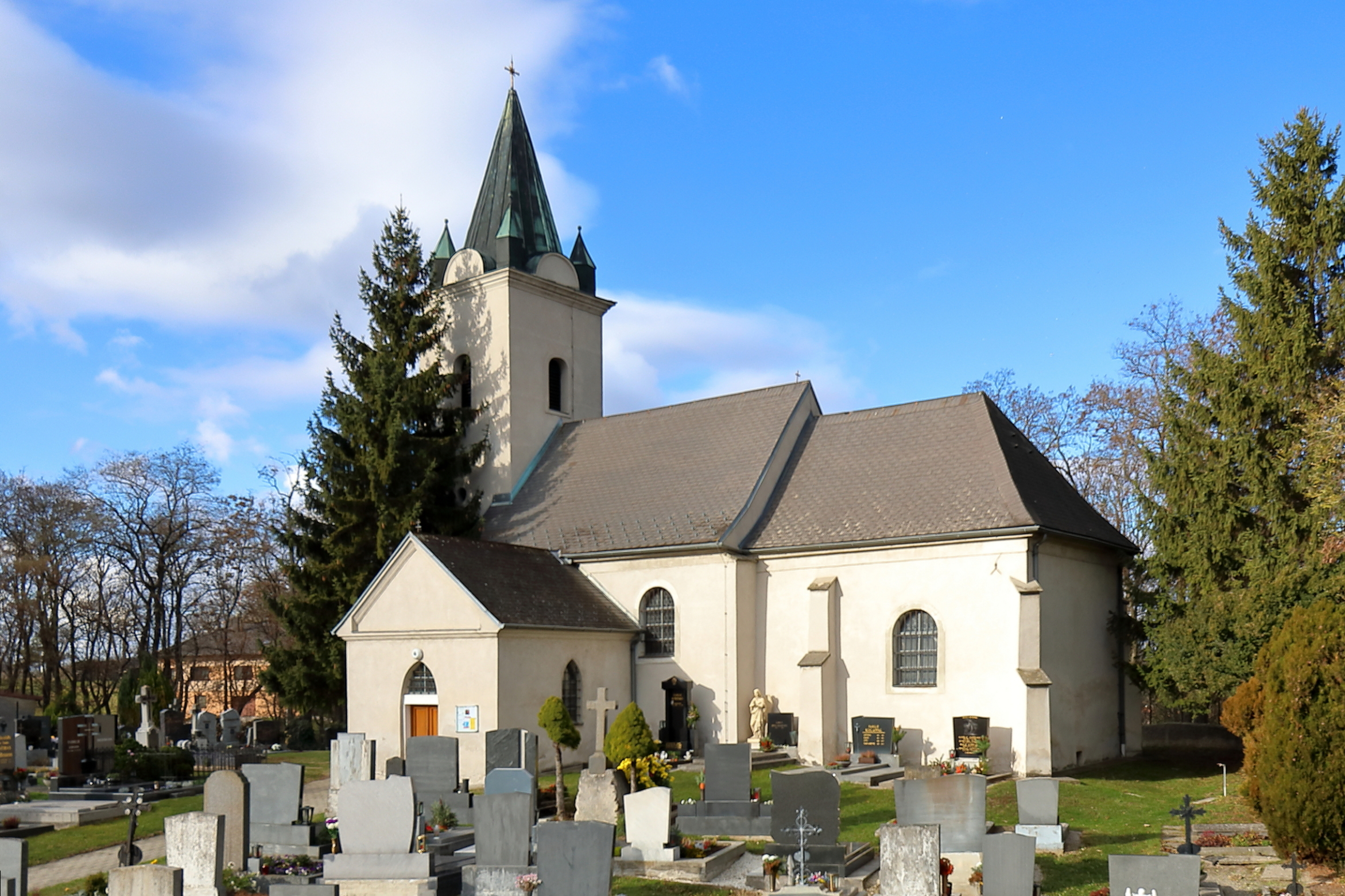
Südostansicht der Pfarrkirche

Die römisch-katholische Pfarrkirche Potzneusiedl steht in der Gemeinde Potzneusiedl im Bezirk Neusiedl am See im Burgenland. Sie ist dem Patrozinium des Evangelisten Markus unterstellt und gehört zum Dekanat Neusiedl am See in der Diözese Eisenstadt. Das Bauwerk steht unter Denkmalschutz (Listeneintrag).

## Lagebeschreibung
Die Kirche steht am Westende des Ortes auf einer Hügelkuppe im alten Friedhof.

## Geschichte
Die Kirche ist ein im Kern mittelalterlicher Bau, der ursprünglich eine Wehrkirche war. Die Kirche wurde in den Jahren 1954 restauriert sowie 1979 einer Außenrenovierung unterzogen.

## Architektur
Kirchenäußeres
Die Kirche hat einen quadratischen Westturm ohne Geschoßunterteilung. Darüber ist ein Steinpyramidenhelm mit Eckpyramiden. Das Kirchenschiff ist gedrungen und rechteckig. Vor dem Südportal ist ein Windfang mit Giebel. Der Chor ist lange und eingezogen. Er ist flach geschlossen. An den Ecken sind Strebepfeiler. An der Nordseite schließt ein Sakristeianbau an den Chor an.
Kircheninneres
Über dem dreijochigen Kirchenschiff ist ein barockes Tonnengewölbe mit Stichkappen. Das Gewölbe ruht auf mächtigen Pilastern. Die Westempore hat eine breit vorgezogene Holzbrüstung ohne Stützen. Der Triumphbogen ist flach und rundbogig. Im Chorjoch ist Spitztonnengewölbe, er ist vom Altarraum mit Kreuzgratgewölbe durch einen breiten Gurt, der auf Konsolen ruht, getrennt. Er wurde als Turmunterbau im 14. Jahrhundert in den älteren Chor eingefügt. In den Seitenwänden sind links eine zweiachsige und auf der rechten Seite eine dreiachsige rundbogige Sessio aus dem 13. Jahrhundert.

## Ausstattung
Der Hochaltar besteht aus einer Mensa mit Akanthusvoluten aus dem 18. Jahrhundert. Der Aufbau stammt aus der Mitte des 19. Jahrhunderts. Über der Altarwand ist ein Segmentgiebel. Das Altarbild stellt den heiligen Markus dar. Das Bild wird von Seitenfiguren der Heiligen Petrus und Paulus flankiert.
Die bemerkenswerten Seitenaltäre sind spätbarock haben die Form von Nischen mit baldachinartigen Aufsätzen. Sie entstanden in der Zeit zwischen 1770 und 1780 in den Ecken des Triumphbogens. In der Nische des linken Seitenaltares steht eine Figur der heiligen Maria, in der des rechten Altares eine Figur des heiligen Sebastians. Die Seitenfiguren stellen die heilige Katharina und den heiligen Florian dar. Am Kanzelkorb sind Reliefs der Evangelisten aus dem 19. Jahrhundert zu finden. Die Rückwand und der Schalldeckel sind mit Putten verziert und stammen aus der Zeit zwischen 1770 und 1780. In der Kirche befinden sich außerdem zwei römische Grabsteine, auf einem ist ein Relief des Herkules, auf der anderen eine Inschrift. Die Orgel aus 1912 mit 10 Registern wurde von Gebrüder Rieger gebaut.